# Lijst van locaties uit Police Academy
Dit is een lijst van veel voorkomende locaties in de Police Academy-films.

## De stad

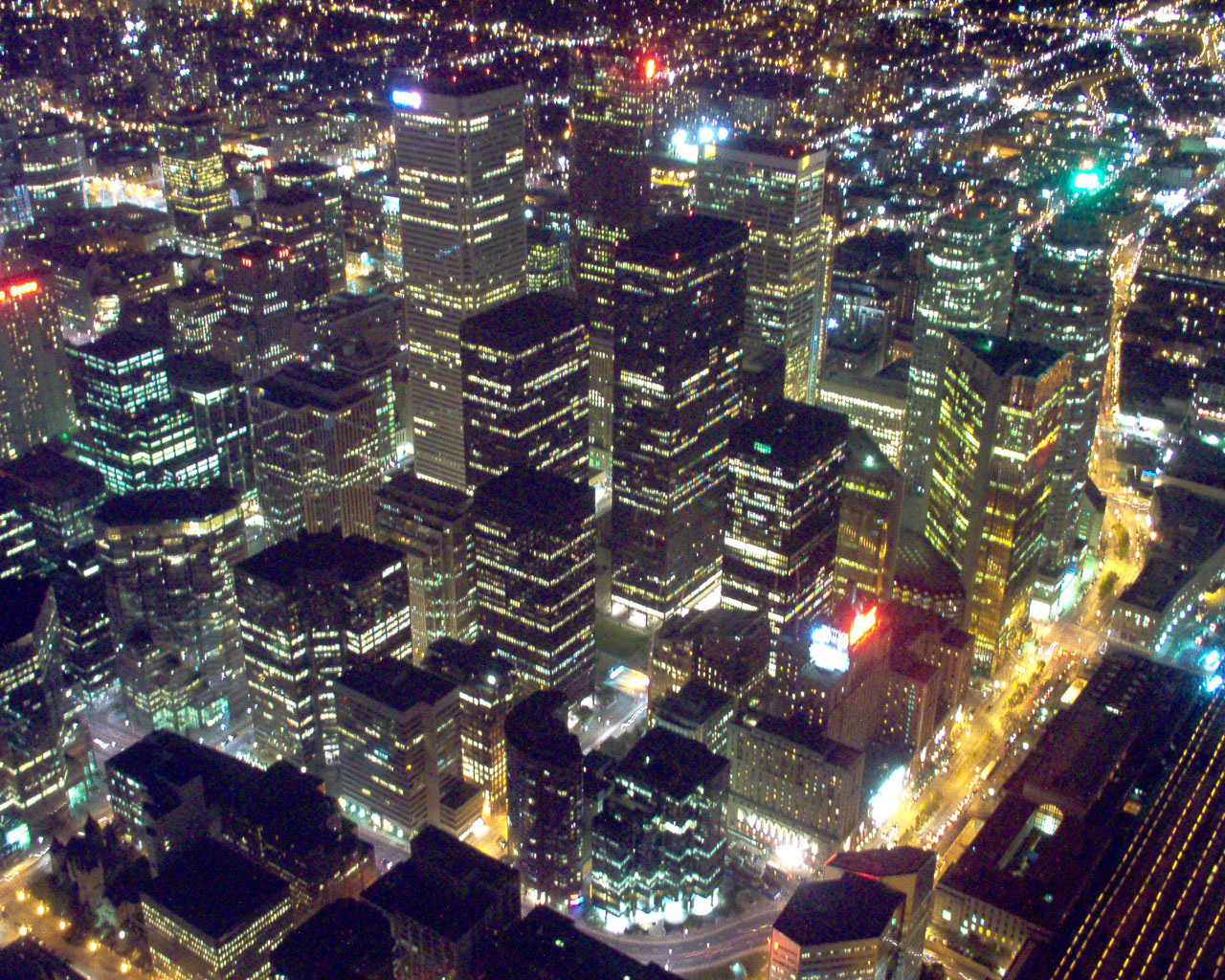
Het nachtelijke Toronto werd als achtergrond gebruikt in enkele films

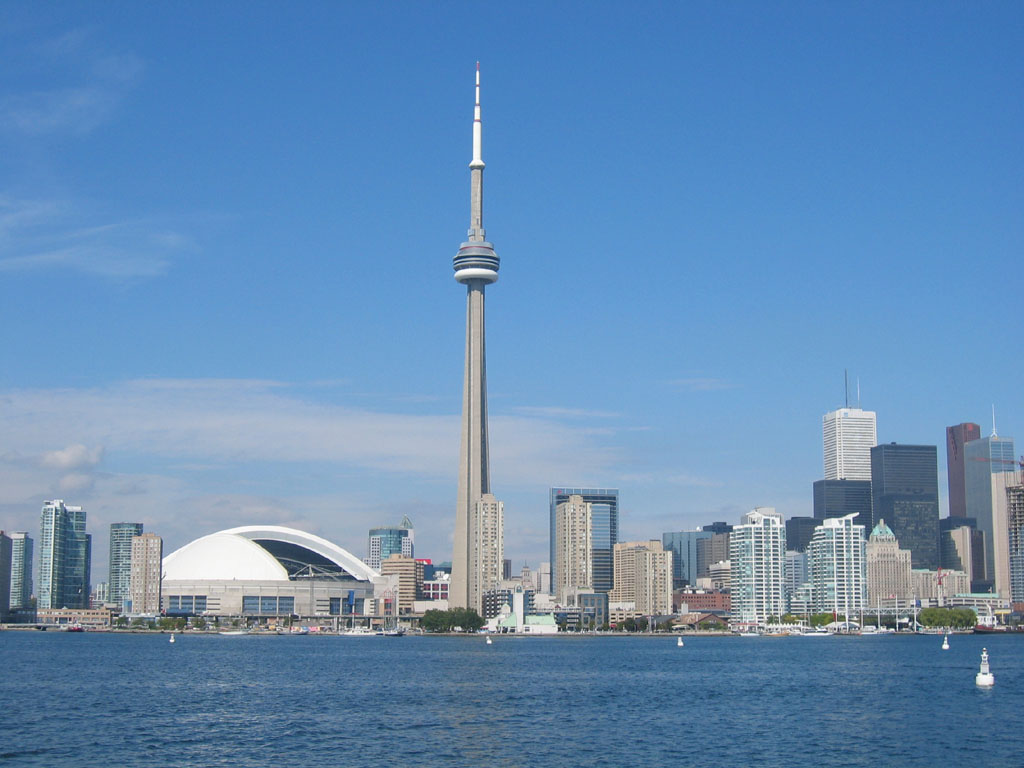
Skyline van Toronto bij dag. In sommige scènes van Police Academy 3 te zien.

Vrijwel alle films en de series spelen zich af in een fictieve Amerikaanse stad, en op de academie van deze stad.
In geen van de films wordt de naam van de stad waar de agenten werken genoemd. De problemen waar de stad vaak mee te kampen heeft doen echter denken aan die van Detroit en New York in de jaren 80. In de intro van alle films ziet men de skyline van de stad. Er is verder sprake van een strand aangezien er in deel 1 een strandfeest plaatsvindt in Mahoney in deel 2 op een strand patrouilleert. Verder heeft een auto een vlag van de Geconfedereerde Staten van Amerika op het nummerbord, wat (indien de auto uit de stad afkomstig is) zou kunnen suggereren dat de stad in het Zuiden (en aan zee) ligt.
Ook in de dialogen van de film wordt nooit een aanwijzing gegeven welke stad het is en waar deze zich (ongeveer) bevindt. Wel is duidelijk dat het ergens in de Verenigde Staten is daar er vaak Amerikaanse vlaggen te zien zijn.

## De Politieacademie

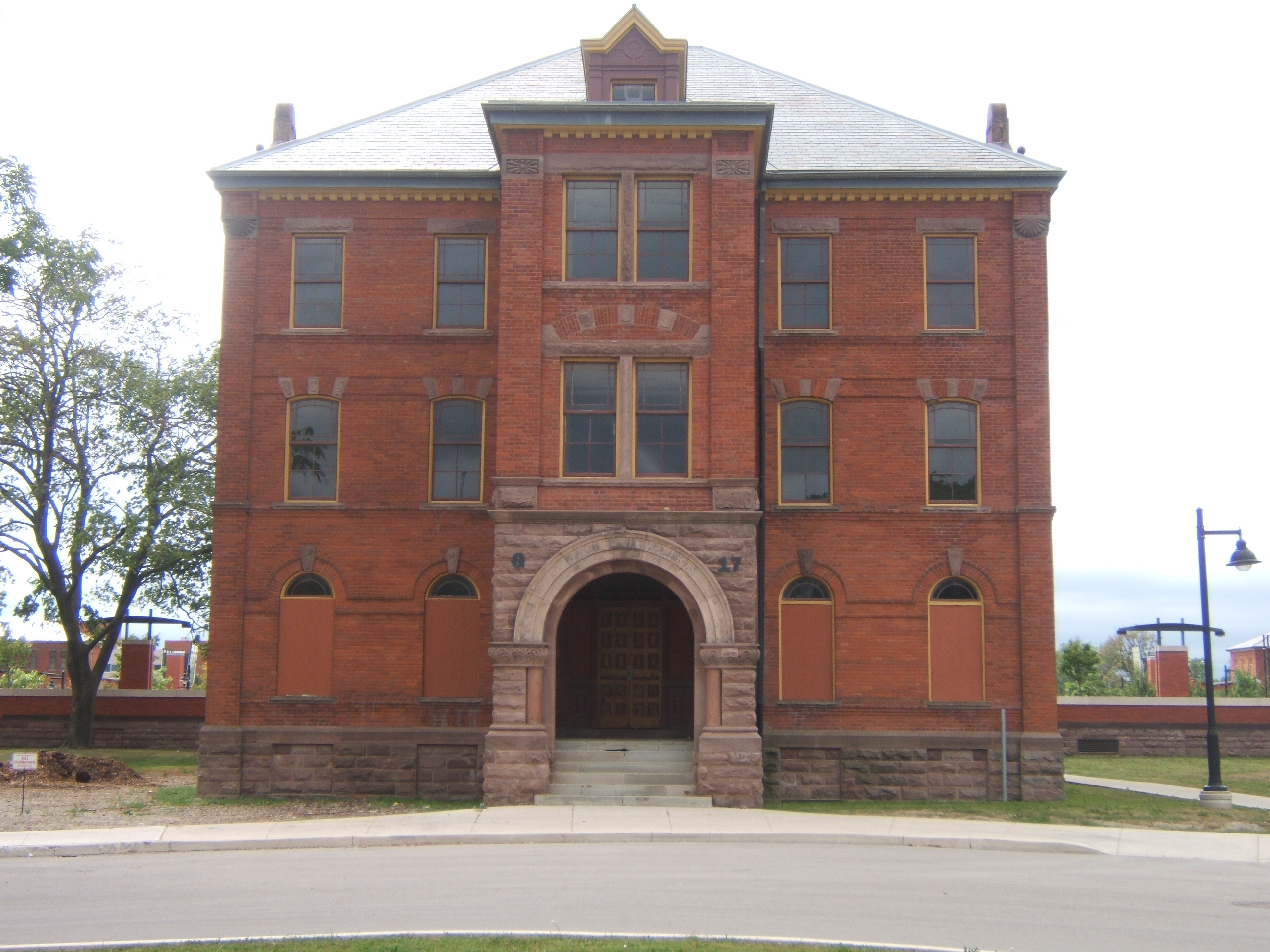
Vooraanzicht van de academie.

Het academiegebouw is te zien in de eerste, derde en vierde film. Dit gebouw staat in werkelijkheid in Toronto, en was vroeger het Mimico Lunatic Asylum (een psychiatrisch ziekenhuis). Het gebouw werd voor de films gekocht van het Humber College, een technische universiteit, maar staat tegenwoordig leeg.

### Lassards Bureau
Een veel voorkomende locatie binnen de academie is het bureau van Commandant Lassard, waar alle belangrijke besprekingen plaatsvinden.
Het bureau kijkt uit over de voorplaats van de academie. Lassard zit altijd met zijn rug naar het venster en heeft een groot bureaublad voor zich. In de films 1, 3, 4 en 7 is het bureau identiek, maar in de tweede film is de indeling anders.

### De voorplaats
De voorplaats van de academie wordt ook vaak bezocht. De voorplaats bestaat uit een rotonde met in het midden een groot bloemenveld waarin het symbool van de academie te zien is. De voorplaats is te zien in de films 1, 3, 4 en 7. In de 3e film verplettert Zed met zijn motorfiets de bloemen, en in de 4e film rijden Carey Mahoney en Larvell Jones er met hun auto doorheen.

## De Blue Oyster
De Blue Oyster club vormde in de eerste vier films een running gag. De Blue Oyster is een homobar die altijd vol zit met ruige types. Iedereen die de club binnengaat wordt door hen gedwongen mee te dansen (vaak een Tango).
- In de eerste film lokt Mahoney Copeland en Blankes naar de club met het bericht dat daar het feestje van de rekruten zou plaatsvinden. Later in de film vluchten de twee uit angst voor een rel opnieuw de club in.
- In de tweede film vlucht Sweetchuck uit angst voor Zeds bende de club in. Hij moet in eerste instantie meedansen, maar kort daarop breekt een vechtpartij uit waarbij hij kan ontsnappen.
- In de derde film belandt Proctor poedelnaakt in de club nadat de agenten van Lassards academy hem hadden opgezadeld met een prostituee.
- In de vierde film lokt Mahoney Harris en Proctor naar de club met het bericht dat het een saladebar zou zijn.

De “echte” Blue Oyster Club uit de eerste film is een Blues-Club genaamd Silver Dollar Room in Toronto.

## Plaatsen buiten “de stad”
De vijfde film speelde zich voor het merendeel af in Miami. De zevende film speelde zich af in Moskou.

## Filmlocaties
Ironisch genoeg werden de films grotendeels niet in de Verenigde Staten, maar in Canada opgenomen. Vooral Toronto werd veel gebruikt.
- De skyline van “de stad” is die van Toronto.
- In de eerste film is te zien dat de auto’s nummerplaten hebben van Ontario.
- De tweede film werd grotendeels in Los Angeles opgenomen.
- De derde film werd geheel in Toronto opgenomen. De CN-Tower is te zien op de achtergrond in een scène. Enige scènes werden gefilmd op Long-Island-Sund bij New York.
- De vierde film werd bijna geheel in Ontario gefilmd. Verder is het Massachusetts State House in Boston, Massachusetts duidelijk te zien in de film.
- De vijfde film werd gefilmd in Miami en West Palm Beach in Florida.
- De zesde film werd net als tweede grotendeels gefilmd in Los Angeles.
- De zevende film werd grotendeels opgenomen in Moskou.